# Cymothoe degesta
Cymothoe degesta är en fjärilsart som beskrevs av Otto Staudinger. Cymothoe degesta ingår i släktet Cymothoe och familjen praktfjärilar. Inga underarter finns listade i Catalogue of Life.